# Historia de la ciencia en la prehistoria

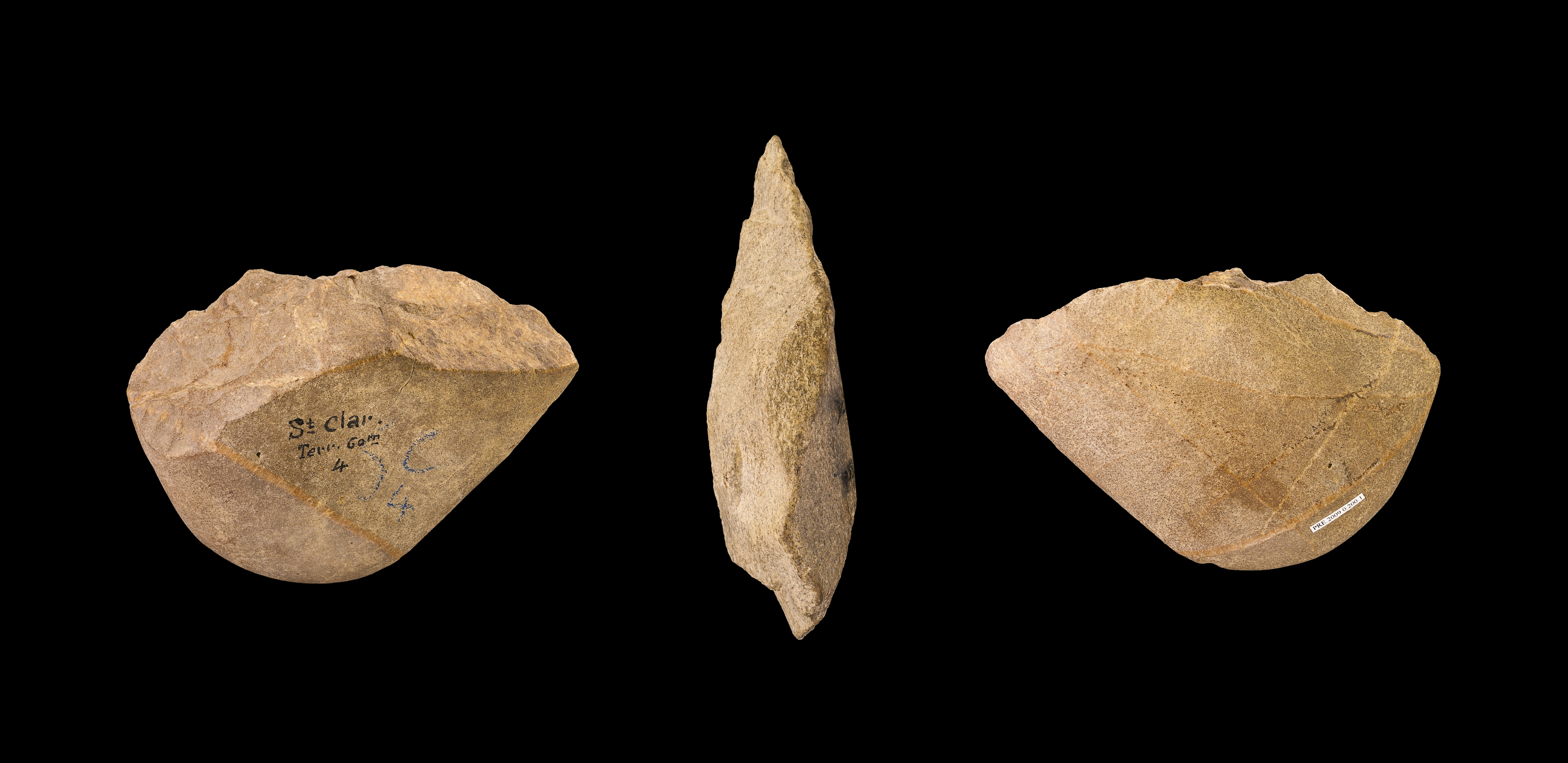
Los cantos tallados fueron de las primeras formas de tecnología humanas que se preservan.

La historia de la ciencia en la prehistoria es una subdivisión temporal de la historia de la ciencia que documenta el desarrollo de la ciencia, la técnica y la tecnología en la prehistoria. Comienza desde el surgimiento de comunidades nómadas de Homo sapiens sapiens en diversos sectores geográficos y concluye con la invención de la escritura y el comienzo de la Edad Antigua.
No hay términos universalmente aceptados para calificar a la forma de conocimiento del hombre prehistórico (que representaba artísticamente su visión del mundo —arte paleolítico— e incluso ha dejado algunas muestras de cómputos numéricos, como el hueso de Ishango).
El inicio de la tecnología humana se reconoce con el dominio del fuego, base de toda la tecnología y del cambio en la naturaleza por medio de la alteración de su entorno. Lo más natural es que, como primer resultado, obtuvieran un palo aguzado y con la punta endurecida, principio de la lanza y otras herramientas. También surge la alfarería, al observar el endurecimiento, en determinadas condiciones, de la tierra arcillosa sobre la que se organiza el fuego. La cocción de los alimentos y el surgimiento del cuero son también consecuencias de este hito tecnológico.
A lo largo del periodo prehistórico surgen y evolucionan las primeras herramientas y se desarrollan las primeras tecnologías de carácter empírico, basadas en el ensayo y error. La transmisión de los descubrimientos durante este periodo es oral y por medio de Pictogramas. Las primeras herramientas se elaboran utilizando madera, hueso, marfil y piedra; aparecen los primeros sistemas de numeración y cálculo en la ribera del Tigris y el Éufrates, así como también en Mesoamérica y en la hindú, e incluso las primeras anotaciones de observaciones astronómicas en diversas regiones del mundo.
Es relevante recordar que la prehistoria tiene diferentes historicidades a través del planeta, donde el hito principal es el paso de la cultura oral a la escrita. En tiempos prehistóricos, los consejos y los conocimientos fueron transmitidos de generación en generación por medio de la tradición oral. El desarrollo de la escritura permitió que los conocimientos pudieran ser guardados y comunicados a través de generaciones venideras con mucha mayor fidelidad. Con la Revolución Neolítica y el desarrollo de la agricultura, que propició un aumento de alimentos, se hizo factible el desarrollo de las civilizaciones tempranas, porque podía dedicarse más tiempo a otras tareas que a la supervivencia.